# Le Plantay
Le Plantay est une commune française du département de l'Ain, en région Auvergne-Rhône-Alpes.

## Géographie
Le Plantay fait partie de la Dombes.

### Communes limitrophes
| Marlieux           |             | Saint-Nizier-le-Désert |
|                    | Plantay     | Chalamont              |
| Villars-les-Dombes | Versailleux |                        |

### Climat
Pour des articles plus généraux, voir Climat d'Auvergne-Rhône-Alpes et Climat de l'Ain.
En 2010, le climat de la commune est de type climat océanique dégradé des plaines du Centre et du Nord, selon une étude du CNRS s'appuyant sur une série de données couvrant la période 1971-2000. En 2020, Météo-France publie une typologie des climats de la France métropolitaine dans laquelle la commune est dans une zone de transition entre le climat semi-continental et le climat de montagne et est dans la région climatique Bourgogne, vallée de la Saône, caractérisée par un bon ensoleillement (1 900 h/an), un été chaud (18,5 °C), un air sec au printemps et en été et des vents faibles.
Pour la période 1971-2000, la température annuelle moyenne est de 11,1 °C, avec une amplitude thermique annuelle de 17,5 °C. Le cumul annuel moyen de précipitations est de 918 mm, avec 11,2 jours de précipitations en janvier et 7,6 jours en juillet. Pour la période 1991-2020, la température moyenne annuelle observée sur la station météorologique de Météo-France la plus proche, sur la commune de Marlieux à 5 km à vol d'oiseau, est de 12,2 °C et le cumul annuel moyen de précipitations est de 909,1 mm,. Pour l'avenir, les paramètres climatiques de la commune estimés pour 2050 selon différents scénarios d'émission de gaz à effet de serre sont consultables sur un site dédié publié par Météo-France en novembre 2022.

## Urbanisme

### Typologie
Au 1er janvier 2024, Le Plantay est catégorisée commune rurale à habitat dispersé, selon la nouvelle grille communale de densité à 7 niveaux définie par l'Insee en 2022.
Elle est située hors unité urbaine. Par ailleurs la commune fait partie de l'aire d'attraction de Lyon, dont elle est une commune de la couronne,. Cette aire, qui regroupe 397 communes, est catégorisée dans les aires de 700 000 habitants ou plus (hors Paris),.

### Occupation des sols
L'occupation des sols de la commune, telle qu'elle ressort de la base de données européenne d’occupation biophysique des sols Corine Land Cover (CLC), est marquée par l'importance des territoires agricoles (71,6 % en 2018), une proportion sensiblement équivalente à celle de 1990 (72,3 %). La répartition détaillée en 2018 est la suivante : 
terres arables (49,1 %), zones agricoles hétérogènes (18,7 %), eaux continentales (18,1 %), forêts (7,7 %), prairies (3,8 %), espaces verts artificialisés, non agricoles (1,4 %), zones urbanisées (1,2 %).
L'évolution de l’occupation des sols de la commune et de ses infrastructures peut être observée sur les différentes représentations cartographiques du territoire : la carte de Cassini (XVIIIe siècle), la carte d'état-major (1820-1866) et les cartes ou photos aériennes de l'IGN pour la période actuelle (1950 à aujourd'hui).

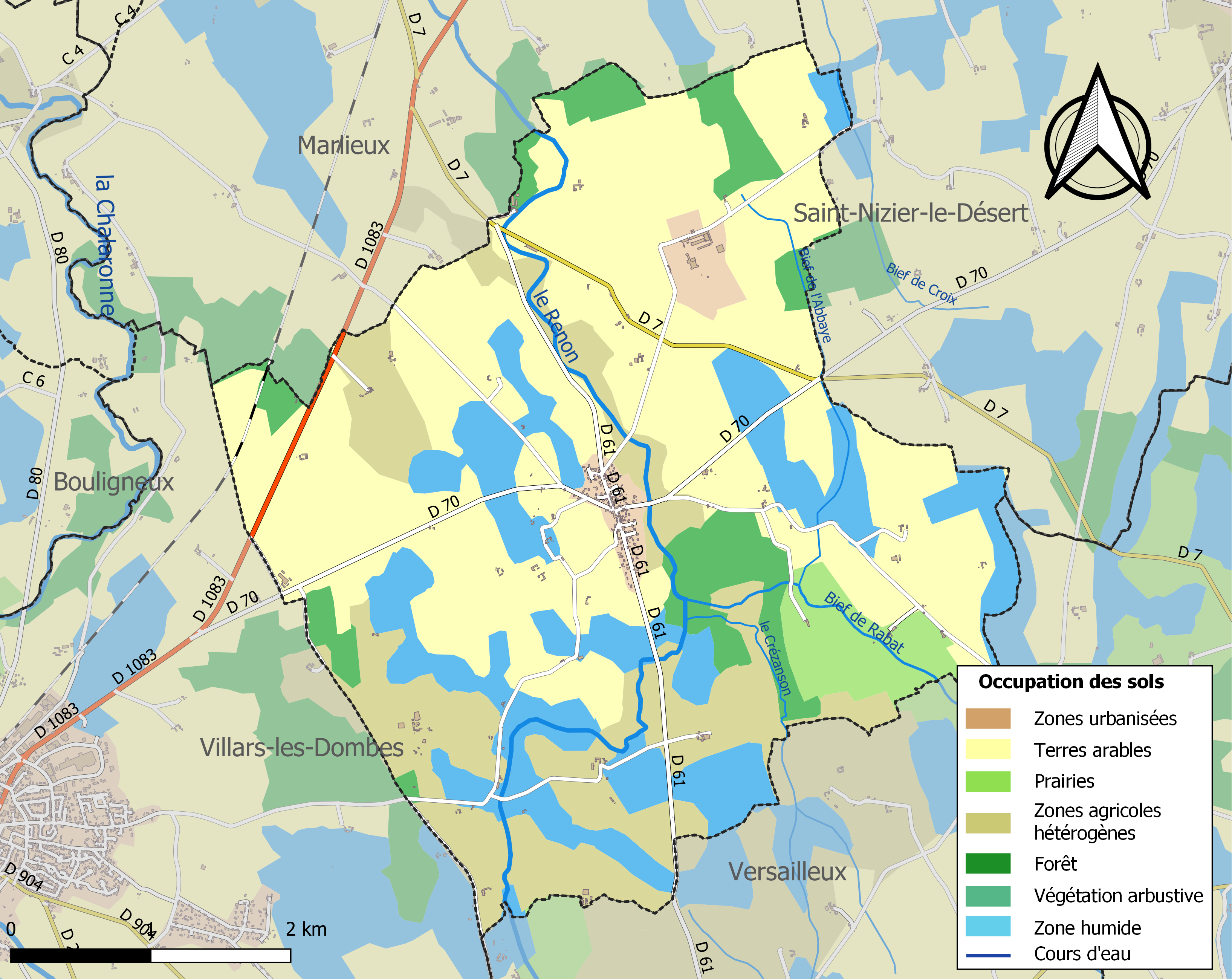
Carte des infrastructures et de l'occupation des sols de la commune en 2018 (CLC).

## Histoire
Le village est mentionné dès le Xe siècle. Il relève des sires de Villars jusqu'en 1402, quand le dernier de cette maison Humbert VII cède ses États en partie au comte de Savoie. Le château est incendié en 1460, il en reste quelques vestiges dont le chemin de ronde et le donjon.

## Politique et administration

### Découpage territorial
La commune du Plantay est membre de la communauté de communes de la Dombes, un établissement public de coopération intercommunale (EPCI) à fiscalité propre créé le 1er janvier 2017 dont le siège est à Châtillon-sur-Chalaronne. Ce dernier est par ailleurs membre d'autres groupements intercommunaux.
Sur le plan administratif, elle est rattachée à l'arrondissement de Bourg-en-Bresse, au département de l'Ain et à la région Auvergne-Rhône-Alpes. Sur le plan électoral, elle dépend du  canton de Ceyzériat pour l'élection des conseillers départementaux, depuis le redécoupage cantonal de 2014 entré en vigueur en 2015, et de la quatrième circonscription de l'Ain  pour les élections législatives, depuis le dernier découpage électoral de 2010.

### Administration municipale
| Période                                  | Période   | Identité         | Étiquette | Qualité |
| ---------------------------------------- | --------- | ---------------- | --------- | ------- |
| avant 1981                               | mars 2001 | Jean Damians     | DVG       |         |
| mars 2001                                | mars 2014 | Guy de Framond   |           |         |
| mars 2014                                | mai 2020  | Danielle Otheguy |           |         |
| 25 mai 2020                              | En cours  | Patrick Saroni   |           |         |
| Les données manquantes sont à compléter. |           |                  |           |         |

## Démographie
L'évolution du nombre d'habitants est connue à travers les recensements de la population effectués dans la commune depuis 1793. Pour les communes de moins de 10 000 habitants, une enquête de recensement portant sur toute la population est réalisée tous les cinq ans, les populations de référence des années intermédiaires étant quant à elles estimées par interpolation ou extrapolation. Pour la commune, le premier recensement exhaustif entrant dans le cadre du nouveau dispositif a été réalisé en 2007.
En 2022, la commune comptait 569 habitants, en évolution de +2,89 % par rapport à 2016 (Ain : +5,15 %, France hors Mayotte : +2,11 %).
| 1793 | 1800 | 1806 | 1821 | 1831 | 1836 | 1841 | 1846 | 1851 |
| ---- | ---- | ---- | ---- | ---- | ---- | ---- | ---- | ---- |
| 452  | 336  | 386  | 383  | 352  | 338  | 355  | 422  | 440  |

| 1856 | 1861 | 1866 | 1872 | 1876 | 1881 | 1886 | 1891 | 1896 |
| ---- | ---- | ---- | ---- | ---- | ---- | ---- | ---- | ---- |
| 455  | 466  | 551  | 560  | 589  | 508  | 556  | 491  | 538  |

| 1901 | 1906 | 1911 | 1921 | 1926 | 1931 | 1936 | 1946 | 1954 |
| ---- | ---- | ---- | ---- | ---- | ---- | ---- | ---- | ---- |
| 517  | 485  | 492  | 441  | 433  | 432  | 389  | 399  | 373  |

| 1962 | 1968 | 1975 | 1982 | 1990 | 1999 | 2006 | 2007 | 2012 |
| ---- | ---- | ---- | ---- | ---- | ---- | ---- | ---- | ---- |
| 323  | 300  | 281  | 339  | 344  | 417  | 512  | 525  | 532  |

| 2017 | 2022 | - | - | - | - | - | - | - |
| ---- | ---- | - | - | - | - | - | - | - |
| 564  | 569  | - | - | - | - | - | - | - |

## Culture et patrimoine

### Lieux et monuments
- La tour du Châtel, est le reste d'un château du XIVe siècle, fondé vers 1305 par le chevalier Hugues du Plantay, vassal du sire de Thoire-Villars et incendié en 1460 par les troupes du duc de Bourbon[19]. Propriété de la Communauté de communes de la Dombes, il est classé au titre des monuments historiques depuis le 29 janvier 1991[20].
- L'église Saint-Pierre est classée au titre des monuments historiques depuis le 4 septembre 2008[21]. Elle est propriété de la commune.
- L'abbaye Notre-Dame-des-Dombes, fondée en 1863 est une abbaye cistercienne qui se trouve au Plantay.

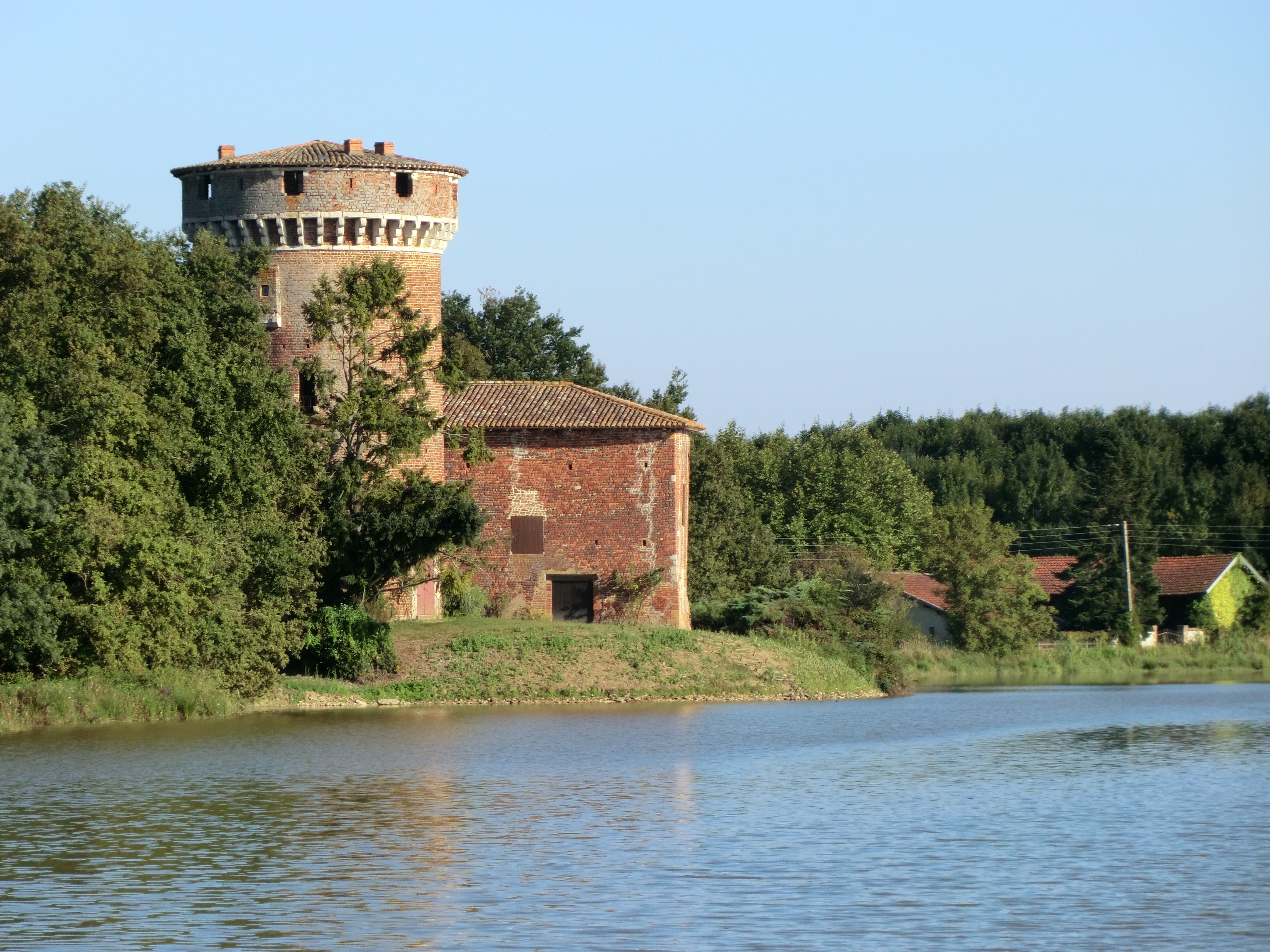
La tour du Châtel devant l'étang dit du Grand Châtel.
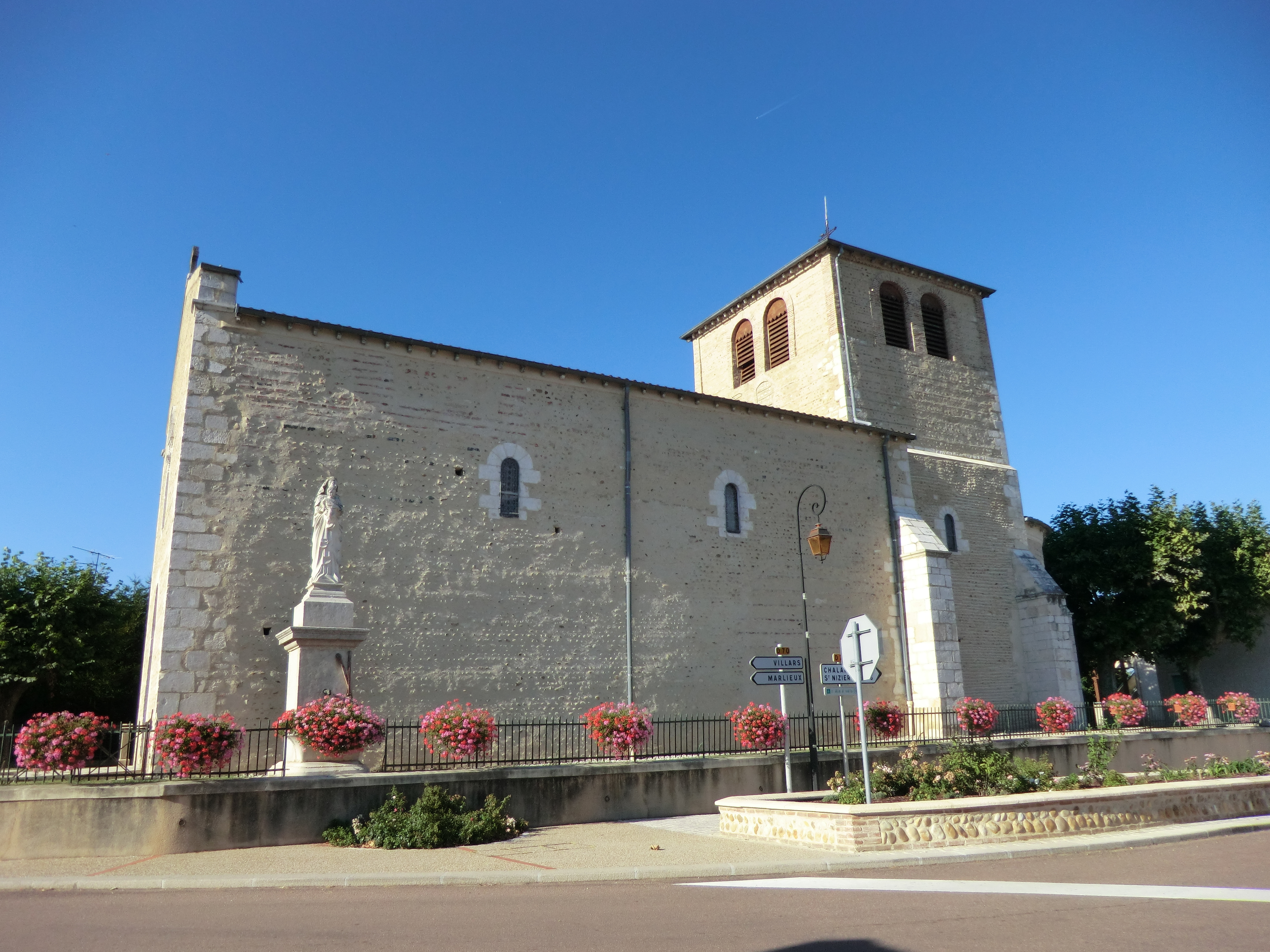
Vue de l'église Saint-Pierre.
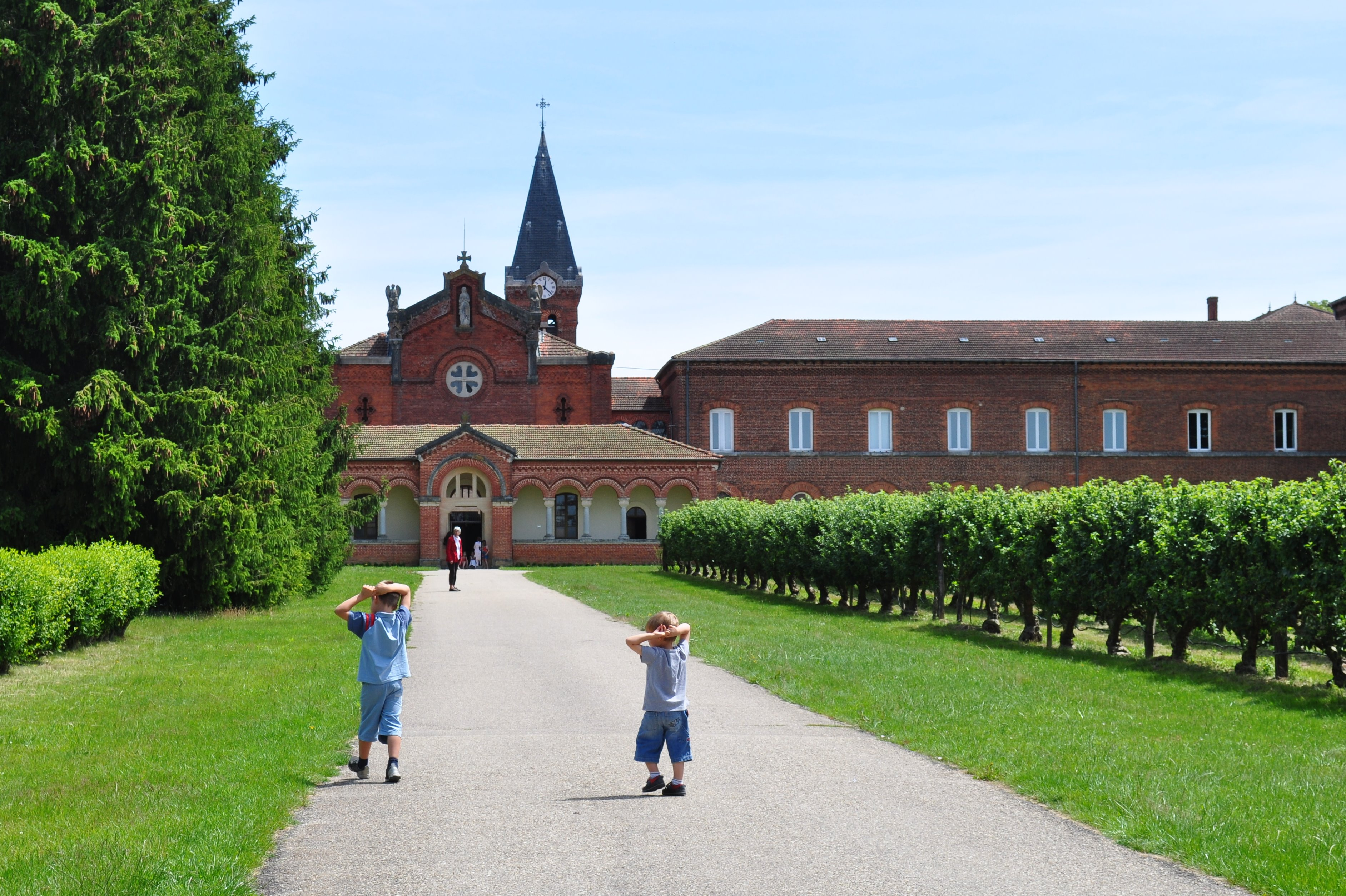
Abbaye Notre-Dame-des-Dombes.

### Personnalités liées à la commune
- Gabriel Curis (1903-1944), prêtre et résistant à l'abbaye Notre-Dame-des-Dombes.
- Antonin Duraffour (1879-1959), linguiste français, né au Plantay.
- Pascal Otheguy (1966-), sous-préfet, ancien directeur de cabinet des ministres chargés de la réforme de l’État et de la simplification sous la présidence de François Hollande, ancien élève de l'Ena, a habité le Plantay à partir de 1981.

### Héraldique
| Blason de Plantay (Le) | Blason  | D'argent à la bande de gueules.                  |
| Blason de Plantay (Le) | Détails | Le statut officiel du blason reste à déterminer. |